# 荒木英二
荒木 英二（あらき えいじ、1958年（昭和33年）9月12日 -  ）は、日本の銀行家。福岡中央銀行代表取締役頭取。

## 来歴
福岡県出身。1981年、西南学院大学商学部を卒業後、福岡銀行に入行。 
ふくおかフィナンシャルグループ（FFG）が傘下に置く、十八銀行（現・十八親和銀行）副頭取を経て、福岡中央銀行に転じ、専務を歴任後、2022年6月頭取に就任した。2023年10月、福岡中央銀行はFFGの完全子会社となった。

## 略歴
- 1981年4月 - 福岡銀行入行
- 2011年4月 - 福岡銀行執行役員本店営業部長
- 2013年4月 - 福岡銀行取締役常務執行役員、ふくおかフィナンシャルグループ執行役員
- 2017年
  - 4月 - 福岡銀行取締役専務執行役員
  - 6月 - ふくおかフィナンシャルグループ取締役執行役員
- 2019年4月 - 十八銀行（現十八親和銀行）副頭取
- 2021年4月 - 福岡中央銀行顧問
- 2021年6月 - 福岡中央銀行代表取締役専務
- 2022年6月 - 福岡中央銀行代表取締役頭取